# Ацерола
Ацерòлата (Malpighia glabra – гола малпигия) е кръгъл или овален черешоподобен плод, с размер между 1 и 3 cm в диаметър. Узрялата ацерола придобива ярък светлочервен цвят, а вътрешността ѝ е мека и сочна с леко тръпчив вкус и жълта на цвят. Известна е още като барбадосова вишна, тропическа вишна или пуерториканска череша. Освен това растението е таксономично доста далеч от обикновената вишна и череша; то принадлежи не само към друго семейство, но дори към друг разред. ,

## Произход и разпространение
Смята се, че ацеролата произлиза от полуостров Юкатан в Мексико. След откриването ѝ, тя е развъдена и в тропичните и субтропичните региони на света. За родина на барбадоската череша се считат още Малките Антили, включително остров Барбадос, и северна Южна Америка. Растението се култивира и в Куба, Ямайка, Пуерто Рико, Тексас, Флорида, Филипините, Бахамските острови, Бермудите и Централна Америка; извън Америка – в Австралия и Гана.

## Описание

### Растения
Растенията са големи и гъсти вечно зелени полегнали храсти или малки дървета с височина на растеж обикновено 1–3 m. Понякога могат да достигнат до 4,5–6 m метра височина, рядко до 10 m. Макар да виреят в ниски и дъждовни места, те са издръжливи и на засушаване. Ацеролите се нуждаят от защита от ветрове, защото коренната им система е близо до повърхността и лесно биват изтръгвани от силен вятър. 

### Съцветия
Съцветията са туфести, зъбчати и аксиларни, с къси дръжки и се състоят от четири до шест (два до осем) цвята. Стъблото на съцветието е тънко, зелено до червеникаво, окосмено или рядко без окосмяване; дължината му е 5–12 mm (2–25 mm). Оста на съцветието обикновено е неокосмена, рядко окосмена и дълга 3–5 mm (2–7 mm). Прицветниците са дълги 1–1,5 mm (до 2 mm), прицветниците 0,5–1 mm. Зелените, оголени или почти оголени цветни дръжки са дълги 7–11 mm (5–15 mm). Под чашелистчетата понякога има венец от четина.

### Цветове
Дръжковите, хермафродитни цветове са зигоморфни и петделни с двоен околоцветник. Пъпките обикновено са с диаметър 4–5 mm (3–6 mm). Диаметърът на цвета е 13–18 mm (10–20 mm). В зародиш чашелистчетата са космати, но скоро се оголват. Обикновено има шест (седем до десет, но тогава допълнителните са много малки) жълто-зелени мастни жлези между чашелистчетата и по-дългите заковани венчелистчета с някои ресни. Задното венчелистче е най-голямо, дълго 6,5–9,5 mm (6–11 mm). Средните венчелистчета са малко по-къси 5,5–7 mm (5–8,5 mm), най-къси са предните венчелистчета с дължина 5,5–6,5 mm (4–8 mm). Изпъкналите венчелистчета са розови до червеникави или бели; малката, само леко мъхеста чашка е зелена.
Десетте тичинки са слети и подобни на нишка в основата и са сходни по дебелина. Те са прави и дълги 2,5–3 mm (2–3,5 mm). Обикновено са с еднаква дължина, само понякога прашниците отстрани са малко по-големи. Дължината им е между 0,8 и 1,2 mm. Трите шипчета са дълги около 1–2,5 mm, с малко, глависто и тъпо близалце, горният трикамерен яйчник не е разделен.
Забележка: Числата в скоби са стойности, които се срещат рядко.

### Плодове и семена
Барбадосовата вишна започва да плоди 2 или 3 години след като е поникнала. Тъй като 90 % от цвета на растението пада по време на цъфтене, плодовитостта е много ниска. Плодовете са сферични с диаметър 10–25 mm, гладки, голи, слабо триделни и с тънка лъскава яркочервена кожица. Вътре съдържат сочна кисела каша с три не особено твърди семена. Семките са яйцевидни и кафеникави с дължина 7-10 mm и ширина 5-7 mm.
Броят на хромозомите е 2n = 20 или 40.

## Хранителен състав
Плодът съдържа най-концентрираният натурален източник на витамин C, съдържанието му в ядливата част на плода варира от 1000 до 3300 mg на 100 g тегло, което е 15-100 пъти по-високо от това на портокалите. Ацеролата е и добър източник на витамин А (бета-каротин). Освен това съдържа витамини от група В, желязо, калций и фосфор.  

## Усвояване
Тъй като плодът се разваля и ферментира бързо след като е откъснат, се консумира веднага или се държи в хладилник. Ацеролата може да се яде сурова, да се използва за сладко, желе, пюре или сок. Има антиоксидантно, тонизиращо и възстановяващо действие. Прилага се при обща отпадналост, режими за отслабване, инфекциозни и вирусни заболявания. Използва се като източник на витамин C за направа на бебешки храни или като съставка за сладолед.